# Shinchōsha
Shinchōsha Publishing Co, Ltd. (jap. 株式会社新潮社 Kabushiki-gaisha Shinchōsha) – japońskie wydawnictwo z siedzibą w tokijskiej dzielnicy Shinjuku, specjalizujące się w wydawaniu książek i mang. Zostało założone w 1896 roku.